# Afrika-blockaden
Afrika-blockaden började 1808 efter att Storbritannien förbjöd slavhandeln i Atlanten, vilket gjorde det olagligt för brittiska fartyg att transportera slavar. Royal Navy etablerade omedelbart en närvaro utanför Afrika för att verkställa förbudet, kallat West Africa Squadron. Även om förbudet ursprungligen endast gällde brittiska fartyg förhandlade kungariket fördrag med andra länder för att ge den kungliga flottan rätten att fånga upp och genomsöka skepp efter slavar. Ett anmärkningsvärt undantag var Förenta staterna som vägrade ett sådant tillstånd. Lagen om förbud mot import av slavar (1807) avskaffade tekniskt den interkontinentala slavhandeln i Förenta staterna, men förbudet verkställdes inte i stor utsträckning och många av slavfartygen som undkom blockaden var avsedda för södra Förenta staterna.